# Örsjö kyrka, Skåne
Örsjö kyrka är en kyrkobyggnad i Örsjö i Skurups kommun. Den tillhör Villie församling i Lunds stift.

## Kyrkobyggnaden
Koret och den halvrunda absiden är förmodligen från 1100-talet. Långhuset byggdes om på 1300-talet. Det breda tornet i väster tillkom troligen på 1200-talet. Livshjulet och Sankt Kristoffer är två märkliga väggmålningar på den norra väggen. Storklockan är tillverkad på 1400-talet.

## Inventarier
Dopfunten i sandsten är från 1200-talet. Mässingsdopfatet från 1600-talet har bebådelsen i bottenreliefen. Predikstolen är också från 1600-talet.

### Orgel
- 1833 byggde Anders Larsson en orgel med 6 stämmor.
- Den nuvarande orgeln byggdes 1906 av Eskil Lundén, Göteborg och mekanisk. Orgeln renoverades och omdisponerades 1964 av J. Künkels Orgelverkstad AB, Lund.

| Huvudverk I  | Svällverk II      | Pedal            | Koppel |
| Rörflöjt 8'  | Gedackt 8´        | Subbas 16´       | I/P    |
| Principal 4' | Rörflöjt 4'       | Gedacktpommer 4' | II/P   |
| Waldflöjt 2' | Principal 2'      |                  | II/I   |
| Mixtur III   | Spetskvint 1 1/3' |                  |        |
|              | Crescendosvällare |                  |        |